# Умнова ефект
Ефект Умнова — ідея в шаховій композиції кооперативного жанру. Суть ідеї — фігура не відразу йде на поле, звільнене фігурою іншого кольору.

## Історія
Ідея походить від теми Умнова, в якій, на відміну від ефекту Умнова, безпосередньо після звільнення певного поля фігурою, відразу на це поле йде інша фігура іншого кольору.
В розв'язку задачі на кооперативний мат фігура одного кольору покидає тематичне поле. Після цього супротивник робить певний хід на якесь поле і робить хід сторона, яка зробила тематичний хід з тематичного поля. Аж тепер на тематичне поле йде фігура супротивника. Наприклад тематичний хід зробили чорні, звільнивши певне тематичне поле, після цього білі роблять якийсь хід на якесь поле, потім чорні йдуть на якесь поле, і аж тоді білі йдуть на тематичне звільнене поле.
Оскільки ідея походить від теми Умнова, вона дістала назву — ефект Умнова, в деяких виданнях іменується як — затриманий Умнов.
|   | a | b | c | d | e | f | g | h |   |
| 8 | a6 біла тура · d6 чорна тура · h6 чорний пішак · a5 чорний пішак · e5 чорний кінь · f5 чорний король · c4 білий кінь · a3 білий король · e3 чорний слон · f2 білий кінь · c1 білий слон | a6 біла тура · d6 чорна тура · h6 чорний пішак · a5 чорний пішак · e5 чорний кінь · f5 чорний король · c4 білий кінь · a3 білий король · e3 чорний слон · f2 білий кінь · c1 білий слон | a6 біла тура · d6 чорна тура · h6 чорний пішак · a5 чорний пішак · e5 чорний кінь · f5 чорний король · c4 білий кінь · a3 білий король · e3 чорний слон · f2 білий кінь · c1 білий слон | a6 біла тура · d6 чорна тура · h6 чорний пішак · a5 чорний пішак · e5 чорний кінь · f5 чорний король · c4 білий кінь · a3 білий король · e3 чорний слон · f2 білий кінь · c1 білий слон | a6 біла тура · d6 чорна тура · h6 чорний пішак · a5 чорний пішак · e5 чорний кінь · f5 чорний король · c4 білий кінь · a3 білий король · e3 чорний слон · f2 білий кінь · c1 білий слон | a6 біла тура · d6 чорна тура · h6 чорний пішак · a5 чорний пішак · e5 чорний кінь · f5 чорний король · c4 білий кінь · a3 білий король · e3 чорний слон · f2 білий кінь · c1 білий слон | a6 біла тура · d6 чорна тура · h6 чорний пішак · a5 чорний пішак · e5 чорний кінь · f5 чорний король · c4 білий кінь · a3 білий король · e3 чорний слон · f2 білий кінь · c1 білий слон | a6 біла тура · d6 чорна тура · h6 чорний пішак · a5 чорний пішак · e5 чорний кінь · f5 чорний король · c4 білий кінь · a3 білий король · e3 чорний слон · f2 білий кінь · c1 білий слон | 8 |
| 7 | a6 біла тура · d6 чорна тура · h6 чорний пішак · a5 чорний пішак · e5 чорний кінь · f5 чорний король · c4 білий кінь · a3 білий король · e3 чорний слон · f2 білий кінь · c1 білий слон | a6 біла тура · d6 чорна тура · h6 чорний пішак · a5 чорний пішак · e5 чорний кінь · f5 чорний король · c4 білий кінь · a3 білий король · e3 чорний слон · f2 білий кінь · c1 білий слон | a6 біла тура · d6 чорна тура · h6 чорний пішак · a5 чорний пішак · e5 чорний кінь · f5 чорний король · c4 білий кінь · a3 білий король · e3 чорний слон · f2 білий кінь · c1 білий слон | a6 біла тура · d6 чорна тура · h6 чорний пішак · a5 чорний пішак · e5 чорний кінь · f5 чорний король · c4 білий кінь · a3 білий король · e3 чорний слон · f2 білий кінь · c1 білий слон | a6 біла тура · d6 чорна тура · h6 чорний пішак · a5 чорний пішак · e5 чорний кінь · f5 чорний король · c4 білий кінь · a3 білий король · e3 чорний слон · f2 білий кінь · c1 білий слон | a6 біла тура · d6 чорна тура · h6 чорний пішак · a5 чорний пішак · e5 чорний кінь · f5 чорний король · c4 білий кінь · a3 білий король · e3 чорний слон · f2 білий кінь · c1 білий слон | a6 біла тура · d6 чорна тура · h6 чорний пішак · a5 чорний пішак · e5 чорний кінь · f5 чорний король · c4 білий кінь · a3 білий король · e3 чорний слон · f2 білий кінь · c1 білий слон | a6 біла тура · d6 чорна тура · h6 чорний пішак · a5 чорний пішак · e5 чорний кінь · f5 чорний король · c4 білий кінь · a3 білий король · e3 чорний слон · f2 білий кінь · c1 білий слон | 7 |
| 6 | a6 біла тура · d6 чорна тура · h6 чорний пішак · a5 чорний пішак · e5 чорний кінь · f5 чорний король · c4 білий кінь · a3 білий король · e3 чорний слон · f2 білий кінь · c1 білий слон | a6 біла тура · d6 чорна тура · h6 чорний пішак · a5 чорний пішак · e5 чорний кінь · f5 чорний король · c4 білий кінь · a3 білий король · e3 чорний слон · f2 білий кінь · c1 білий слон | a6 біла тура · d6 чорна тура · h6 чорний пішак · a5 чорний пішак · e5 чорний кінь · f5 чорний король · c4 білий кінь · a3 білий король · e3 чорний слон · f2 білий кінь · c1 білий слон | a6 біла тура · d6 чорна тура · h6 чорний пішак · a5 чорний пішак · e5 чорний кінь · f5 чорний король · c4 білий кінь · a3 білий король · e3 чорний слон · f2 білий кінь · c1 білий слон | a6 біла тура · d6 чорна тура · h6 чорний пішак · a5 чорний пішак · e5 чорний кінь · f5 чорний король · c4 білий кінь · a3 білий король · e3 чорний слон · f2 білий кінь · c1 білий слон | a6 біла тура · d6 чорна тура · h6 чорний пішак · a5 чорний пішак · e5 чорний кінь · f5 чорний король · c4 білий кінь · a3 білий король · e3 чорний слон · f2 білий кінь · c1 білий слон | a6 біла тура · d6 чорна тура · h6 чорний пішак · a5 чорний пішак · e5 чорний кінь · f5 чорний король · c4 білий кінь · a3 білий король · e3 чорний слон · f2 білий кінь · c1 білий слон | a6 біла тура · d6 чорна тура · h6 чорний пішак · a5 чорний пішак · e5 чорний кінь · f5 чорний король · c4 білий кінь · a3 білий король · e3 чорний слон · f2 білий кінь · c1 білий слон | 6 |
| 5 | a6 біла тура · d6 чорна тура · h6 чорний пішак · a5 чорний пішак · e5 чорний кінь · f5 чорний король · c4 білий кінь · a3 білий король · e3 чорний слон · f2 білий кінь · c1 білий слон | a6 біла тура · d6 чорна тура · h6 чорний пішак · a5 чорний пішак · e5 чорний кінь · f5 чорний король · c4 білий кінь · a3 білий король · e3 чорний слон · f2 білий кінь · c1 білий слон | a6 біла тура · d6 чорна тура · h6 чорний пішак · a5 чорний пішак · e5 чорний кінь · f5 чорний король · c4 білий кінь · a3 білий король · e3 чорний слон · f2 білий кінь · c1 білий слон | a6 біла тура · d6 чорна тура · h6 чорний пішак · a5 чорний пішак · e5 чорний кінь · f5 чорний король · c4 білий кінь · a3 білий король · e3 чорний слон · f2 білий кінь · c1 білий слон | a6 біла тура · d6 чорна тура · h6 чорний пішак · a5 чорний пішак · e5 чорний кінь · f5 чорний король · c4 білий кінь · a3 білий король · e3 чорний слон · f2 білий кінь · c1 білий слон | a6 біла тура · d6 чорна тура · h6 чорний пішак · a5 чорний пішак · e5 чорний кінь · f5 чорний король · c4 білий кінь · a3 білий король · e3 чорний слон · f2 білий кінь · c1 білий слон | a6 біла тура · d6 чорна тура · h6 чорний пішак · a5 чорний пішак · e5 чорний кінь · f5 чорний король · c4 білий кінь · a3 білий король · e3 чорний слон · f2 білий кінь · c1 білий слон | a6 біла тура · d6 чорна тура · h6 чорний пішак · a5 чорний пішак · e5 чорний кінь · f5 чорний король · c4 білий кінь · a3 білий король · e3 чорний слон · f2 білий кінь · c1 білий слон | 5 |
| 4 | a6 біла тура · d6 чорна тура · h6 чорний пішак · a5 чорний пішак · e5 чорний кінь · f5 чорний король · c4 білий кінь · a3 білий король · e3 чорний слон · f2 білий кінь · c1 білий слон | a6 біла тура · d6 чорна тура · h6 чорний пішак · a5 чорний пішак · e5 чорний кінь · f5 чорний король · c4 білий кінь · a3 білий король · e3 чорний слон · f2 білий кінь · c1 білий слон | a6 біла тура · d6 чорна тура · h6 чорний пішак · a5 чорний пішак · e5 чорний кінь · f5 чорний король · c4 білий кінь · a3 білий король · e3 чорний слон · f2 білий кінь · c1 білий слон | a6 біла тура · d6 чорна тура · h6 чорний пішак · a5 чорний пішак · e5 чорний кінь · f5 чорний король · c4 білий кінь · a3 білий король · e3 чорний слон · f2 білий кінь · c1 білий слон | a6 біла тура · d6 чорна тура · h6 чорний пішак · a5 чорний пішак · e5 чорний кінь · f5 чорний король · c4 білий кінь · a3 білий король · e3 чорний слон · f2 білий кінь · c1 білий слон | a6 біла тура · d6 чорна тура · h6 чорний пішак · a5 чорний пішак · e5 чорний кінь · f5 чорний король · c4 білий кінь · a3 білий король · e3 чорний слон · f2 білий кінь · c1 білий слон | a6 біла тура · d6 чорна тура · h6 чорний пішак · a5 чорний пішак · e5 чорний кінь · f5 чорний король · c4 білий кінь · a3 білий король · e3 чорний слон · f2 білий кінь · c1 білий слон | a6 біла тура · d6 чорна тура · h6 чорний пішак · a5 чорний пішак · e5 чорний кінь · f5 чорний король · c4 білий кінь · a3 білий король · e3 чорний слон · f2 білий кінь · c1 білий слон | 4 |
| 3 | a6 біла тура · d6 чорна тура · h6 чорний пішак · a5 чорний пішак · e5 чорний кінь · f5 чорний король · c4 білий кінь · a3 білий король · e3 чорний слон · f2 білий кінь · c1 білий слон | a6 біла тура · d6 чорна тура · h6 чорний пішак · a5 чорний пішак · e5 чорний кінь · f5 чорний король · c4 білий кінь · a3 білий король · e3 чорний слон · f2 білий кінь · c1 білий слон | a6 біла тура · d6 чорна тура · h6 чорний пішак · a5 чорний пішак · e5 чорний кінь · f5 чорний король · c4 білий кінь · a3 білий король · e3 чорний слон · f2 білий кінь · c1 білий слон | a6 біла тура · d6 чорна тура · h6 чорний пішак · a5 чорний пішак · e5 чорний кінь · f5 чорний король · c4 білий кінь · a3 білий король · e3 чорний слон · f2 білий кінь · c1 білий слон | a6 біла тура · d6 чорна тура · h6 чорний пішак · a5 чорний пішак · e5 чорний кінь · f5 чорний король · c4 білий кінь · a3 білий король · e3 чорний слон · f2 білий кінь · c1 білий слон | a6 біла тура · d6 чорна тура · h6 чорний пішак · a5 чорний пішак · e5 чорний кінь · f5 чорний король · c4 білий кінь · a3 білий король · e3 чорний слон · f2 білий кінь · c1 білий слон | a6 біла тура · d6 чорна тура · h6 чорний пішак · a5 чорний пішак · e5 чорний кінь · f5 чорний король · c4 білий кінь · a3 білий король · e3 чорний слон · f2 білий кінь · c1 білий слон | a6 біла тура · d6 чорна тура · h6 чорний пішак · a5 чорний пішак · e5 чорний кінь · f5 чорний король · c4 білий кінь · a3 білий король · e3 чорний слон · f2 білий кінь · c1 білий слон | 3 |
| 2 | a6 біла тура · d6 чорна тура · h6 чорний пішак · a5 чорний пішак · e5 чорний кінь · f5 чорний король · c4 білий кінь · a3 білий король · e3 чорний слон · f2 білий кінь · c1 білий слон | a6 біла тура · d6 чорна тура · h6 чорний пішак · a5 чорний пішак · e5 чорний кінь · f5 чорний король · c4 білий кінь · a3 білий король · e3 чорний слон · f2 білий кінь · c1 білий слон | a6 біла тура · d6 чорна тура · h6 чорний пішак · a5 чорний пішак · e5 чорний кінь · f5 чорний король · c4 білий кінь · a3 білий король · e3 чорний слон · f2 білий кінь · c1 білий слон | a6 біла тура · d6 чорна тура · h6 чорний пішак · a5 чорний пішак · e5 чорний кінь · f5 чорний король · c4 білий кінь · a3 білий король · e3 чорний слон · f2 білий кінь · c1 білий слон | a6 біла тура · d6 чорна тура · h6 чорний пішак · a5 чорний пішак · e5 чорний кінь · f5 чорний король · c4 білий кінь · a3 білий король · e3 чорний слон · f2 білий кінь · c1 білий слон | a6 біла тура · d6 чорна тура · h6 чорний пішак · a5 чорний пішак · e5 чорний кінь · f5 чорний король · c4 білий кінь · a3 білий король · e3 чорний слон · f2 білий кінь · c1 білий слон | a6 біла тура · d6 чорна тура · h6 чорний пішак · a5 чорний пішак · e5 чорний кінь · f5 чорний король · c4 білий кінь · a3 білий король · e3 чорний слон · f2 білий кінь · c1 білий слон | a6 біла тура · d6 чорна тура · h6 чорний пішак · a5 чорний пішак · e5 чорний кінь · f5 чорний король · c4 білий кінь · a3 білий король · e3 чорний слон · f2 білий кінь · c1 білий слон | 2 |
| 1 | a6 біла тура · d6 чорна тура · h6 чорний пішак · a5 чорний пішак · e5 чорний кінь · f5 чорний король · c4 білий кінь · a3 білий король · e3 чорний слон · f2 білий кінь · c1 білий слон | a6 біла тура · d6 чорна тура · h6 чорний пішак · a5 чорний пішак · e5 чорний кінь · f5 чорний король · c4 білий кінь · a3 білий король · e3 чорний слон · f2 білий кінь · c1 білий слон | a6 біла тура · d6 чорна тура · h6 чорний пішак · a5 чорний пішак · e5 чорний кінь · f5 чорний король · c4 білий кінь · a3 білий король · e3 чорний слон · f2 білий кінь · c1 білий слон | a6 біла тура · d6 чорна тура · h6 чорний пішак · a5 чорний пішак · e5 чорний кінь · f5 чорний король · c4 білий кінь · a3 білий король · e3 чорний слон · f2 білий кінь · c1 білий слон | a6 біла тура · d6 чорна тура · h6 чорний пішак · a5 чорний пішак · e5 чорний кінь · f5 чорний король · c4 білий кінь · a3 білий король · e3 чорний слон · f2 білий кінь · c1 білий слон | a6 біла тура · d6 чорна тура · h6 чорний пішак · a5 чорний пішак · e5 чорний кінь · f5 чорний король · c4 білий кінь · a3 білий король · e3 чорний слон · f2 білий кінь · c1 білий слон | a6 біла тура · d6 чорна тура · h6 чорний пішак · a5 чорний пішак · e5 чорний кінь · f5 чорний король · c4 білий кінь · a3 білий король · e3 чорний слон · f2 білий кінь · c1 білий слон | a6 біла тура · d6 чорна тура · h6 чорний пішак · a5 чорний пішак · e5 чорний кінь · f5 чорний король · c4 білий кінь · a3 білий король · e3 чорний слон · f2 білий кінь · c1 білий слон | 1 |
|   | a | b | c | d | e | f | g | h |   |

FEN: 8/8/R2r3p/p3nk2/2N5/K3b3/5N2/2B5
2 Sol

I  1.Ba7 Bxh6 2.Rd4 Se3#

II 1.Rd1 Rxh6 2.Bd4 Sd6#>